# Rabaul
Rabaul è una città della Papua Nuova Guinea, sull'isola della Nuova Britannia.

## Storia
Rabaul fu, col nome di Simpsonhafen, il quartier generale della Nuova Guinea tedesca fino alla sua conquista da parte del Commonwealth delle nazioni, durante la prima guerra mondiale, quando divenne capitale del protettorato australiano del territorio della Nuova Guinea fino al 1937. Il 23 gennaio 1942 la città fu occupata dall'impero giapponese e divenne la base più importante per le operazioni militari nipponiche nelle isole Salomone e in Nuova Guinea. L'anno successivo venne bombardata dagli Alleati. Fu poi capoluogo della provincia della Nuova Britannia Orientale fino al 1994, quando venne in gran parte distrutta da un'eruzione del vulcano Tavurvur.

## Società

### Religione
Rabaul ospitava l'omonima arcidiocesi cattolica prima dello spostamento della sede a Vunapope. La chiesa di San Francesco Saverio è rimasta co-cattedrale diocesana.

## Infrastrutture e trasporti
Rabaul è servita dall'omonimo aeroporto civile.